# Jenna Smith
Pour les articles homonymes, voir Smith.
Jenna Smith, née le 25 juillet 1988 à Des Moines (Iowa), est une joueuse américaine de basket-ball de 1,91 m jouant au poste de pivot à l'Université d'Illinois avec les Fighting Illini de l'Illinois (First team All-Big Ten en 2008, 2009 et 2010).

## Biographie
« C'est une gauchère qui a des qualités que j'aime chez les pivots. Elle est polyvalente, capable de shooter à l'extérieur et de jouer dos au panier avec une très bonne technique. En plus c'est un leader naturel sur le terrain, ce dont on aura besoin. » dit son nouvel entraîneur Laurent Buffard. Avec 18 points et 11 rebonds en senior, la joueuse a marqué Illinois, où elle s'est imposée comme l’une des meilleures joueuses de son histoire (3 fois dans le 5 majeur idéal de la conférence universitaire “Big Ten” - 2008, 2009 et 2010, leader aux points, rebonds, contres, double-double et aux matchs débutés de l’histoire d’Illinois).
Elle devra faire oublier Lindsay Taylor (15 points et 7,5 rebonds pour 15 d'évaluation moyenne), sachant qu'elle dispute sa première saison professionnelle, ayant fait l'impasse sur la saison WNBA pour se soigner, bien qu'elle ait été draftée au second tour (14e choix) par les Mystics de Washington.
Trop fuyante à l'intérieur, elle est coupée au bout de 11 rencontres et remplacée par la croate Sonja Kireta. Elle finit la saison au MBK Ružomberok en Slovaquie : en 21 matches, elle marque 14,5 points, 8,5 rebonds, 1,9 passe décisive, 2,2 interceptions et 1,1 balle perdue. Elle atteint les finales.
Début 2012, elle est invitée par le Fever de l'Indiana pour la pré-saison WNBA.
En 2011-2012, elle joue pour le B.C. Ganei Tikva pour 22 rencontres de deuxième division israélienne: 17,9 points, 10,7 rebonds, 1,4 passe décisive et 1,7 balle perdue. Son équipe atteint les demi-finales.
En 2013-2014, elle joue pour le club roumain du CSM Targoviste où ses statistiques sont de 13,2 points et 8,8 rebonds en championnat.
En 2014-2015, elle joue avec BK Brno en Euroligue pour 9,4 points et 10,3 rebonds. En 2015-2016, on la retrouve à Turin où elle émarge à 13,2 points et 9,1 rebonds. Pour 2016-2017, elle signe avec le Tarbes Gespe Bigorre, mais ne se présente pas à la reprise de l'entraînement.
En raison de la blessure de la Canadienne Katherine Plouffe arrêtée six à huit semaines en raison d'une blessure au genou, Basket Landes engage Jenna Smith fin février 2020 pour la suppléer. Elle dispute deux rencontres pour 5 points de moyenne avant que le championnat ne soit interrompu par la pandémie de Covid-19.

## Statistiques
| Année   | Matches | Minutes | Minutes | Deux points | Deux points | Trois points | Trois points | Lancers | Lancers | Rebonds | Passes | Contres | Interc. | Points | Points |
| Année   | Matches | MP      | MPG     | FG          | FG%         | 3P           | 3P%          | FT      | FT%     | Rebonds | Passes | Contres | Interc. | PTS    | PPG    |
| ------- | ------- | ------- | ------- | ----------- | ----------- | ------------ | ------------ | ------- | ------- | ------- | ------ | ------- | ------- | ------ | ------ |
| 2006-07 | 30      | 800     | 26,7    | 130         | 51,4        | 1            | 33,3         | 71      | 77,2    | 233     | 55     | 39      | 18      | 332    | 11,1   |
| 2007-08 | 35      | 1 305   | 37,5    | 239         | 50,3        | 11           | 42,3         | 151     | 77,8    | 329     | 71     | 59      | 37      | 640    | 18,3   |
| 2008-09 | 31      | 1 200   | 38,7    | 220         | 47,4        | 4            | 16,7         | 129     | 80,1    | 268     | 57     | 62      | 34      | 573    | 18,5   |
| 2009-10 | 34      | 1 256   | 36,9    | 224         | 50,1        | 30           | 39,5         | 137     | 88,4    | 387     | 72     | 70      | 28      | 615    | 18,1   |
| Total   | 130     | 4 561   | 35,1    | 813         | 49,6        | 46           | 35,7         | 488     | 81,1    | 1 217   | 255    | 231     | 117     | 2 160  | 16,6   |

## Records et trophées
- Associated Press Honorable Mention All-American (2007–08)
- Record de rebonds à Illinois pour une freshman (première année) (233) et record de Lacey Simpson (39) égalé en contres
- Record de contres à Illinois sur une saison avec 63 (2008–09)
- MVP du 2007 FIU Thanksgiving Classic, après avoir amené Illinois au titre
- Nommée Most Valuable Player d'Illinois (2008–09)
- Nommée first team All-Big Ten (premier cinq de la Big Ten) conjointement par les entraîneurs et les médias (2007–08, 2008-2009 et 2009-2010)
- Trois fois Big Ten Player of the Week en 2007-08 (première fois pour Illinois depuis 1985-86)
- Une des quatre joueuses de l’histoire de la Big Ten Conference à avoir cumulé plus de 2 000 points et 1 000 rebonds dans sa carrière
- Record de la Big Ten du plus grand nombre de rebonds captés sur une saison avec 387 en 2009-10